# Münsterklinik Zwiefalten

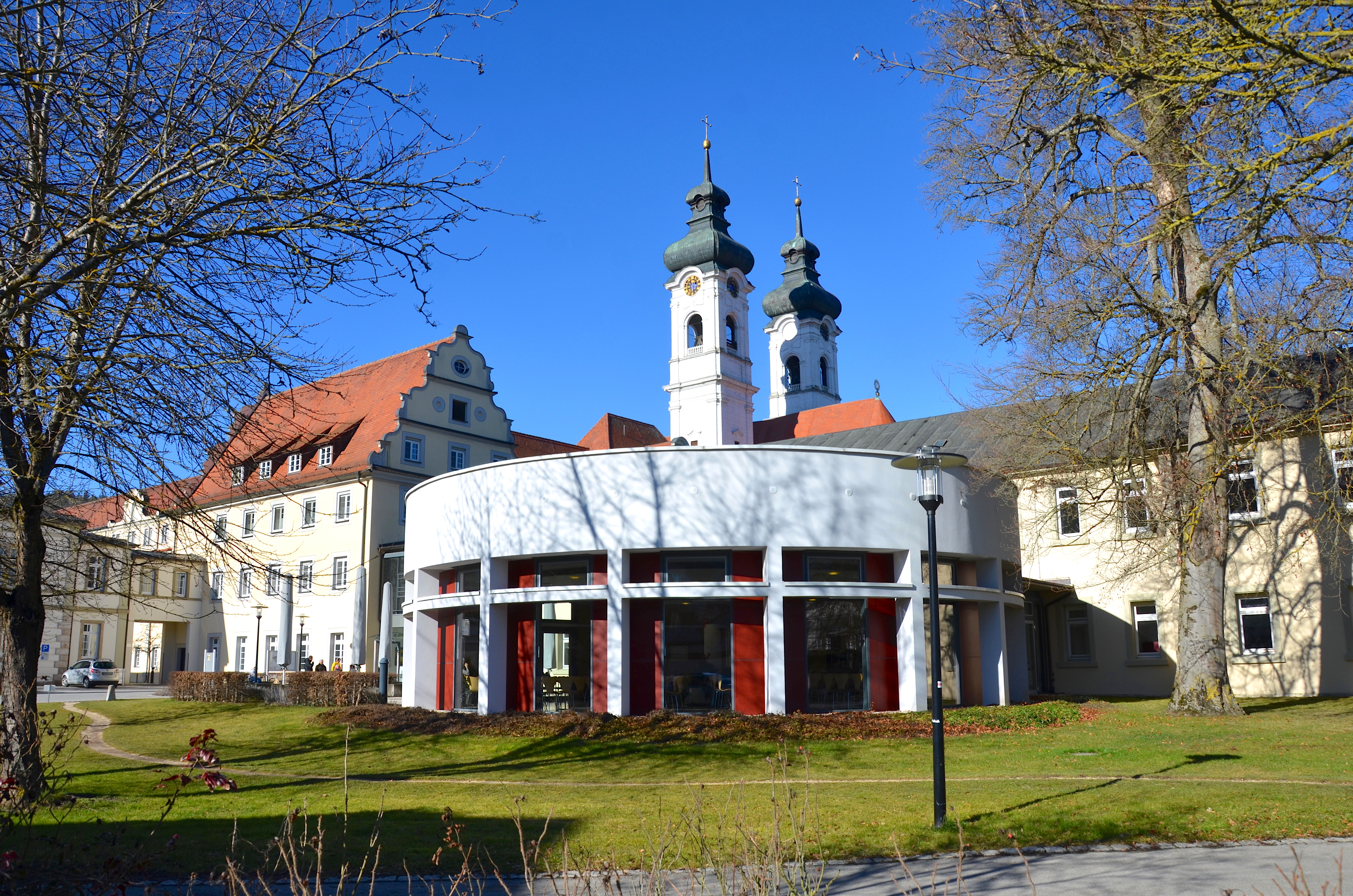
ZfP Südwürttemberg

Die ehemalige Münsterklinik Zwiefalten befindet sich im Landkreis Reutlingen in Baden-Württemberg im ehemaligen Kloster Zwiefalten und ist heute ein Standort der ZfP Südwürttemberg als Klinik für Psychiatrie.

## Einrichtung heute
Das ZfP Standort Zwiefalten umfasst verschiedene spezialisierte Abteilungen, welche der Klinik für Psychiatrie und Psychotherapie Region Alb-Neckar zugehörig sind. Diese sind die Abteilungen für Allgemeine Psychiatrie, Alterspsychiatrie und -Psychotherapie, Neuropsychiatrie, Suchterkrankungen und Psychosomatische Medizin.
Der Bereich Arbeit und Wohnen bietet verschiedene Wohnangebote für die Betreuung von psychisch kranken Menschen im fortgeschrittenen Lebensalter und Menschen, die den Alltag nicht alleine bewältigen können. Die hauseigenen Holz- und Keramikwerkstätten, Industrie und Gärtnerei ermöglichen Arbeitstherapie und Belastungserprobung, berufliche Trainingsmaßnahmen und betreute Dauerarbeitsplätze.
Ebenfalls dem ZfP Südwürttemberg zugehörig ist die Klinik für Forensische Psychiatrie und Psychotherapie, in der im Rahmen des Maßregelvollzugs Baden-Württemberg gerichtlich  eingewiesene suchtkranke Rechtsbrecher aus den Landgerichtsbezirken Stuttgart, Ulm, Tübingen und Ravensburg behandelt werden.
Weitere spezielle Angebote am Standort Zwiefalten bestehen u. a. in der Behandlung jüngerer Menschen mit psychotischen Erkrankungen und depressiv Erkrankter mittleren Alters. Seit 2018 wurde als neues Behandlungskonzept eine stationsäquivalente Behandlung (StäB) modellhaft im ZfP Südwürttemberg eingeführt und außerdem die Akutbehandlung psychisch kranker Menschen zu Hause weiterentwickelt.
In der Berufsfachschule für Pflegeberufe kann eine einjährige und eine dreijährige Ausbildung absolviert werden, welche entsprechend den Vorgaben der Ausbildungs- und Prüfungsverordnung nach dem Krankenpflegegesetz erfolgt.
In der ehemaligen Friedhofskapelle und Pathologie befindet sich seit 2003 das Württembergische Psychiatriemuseum. Es zeigt in einer Dauerausstellung die Entwicklung der Psychiatrie als medizinische Wissenschaft und die Unterbringung und Behandlung psychisch kranker Menschen über einen Zeitraum von 200 Jahren.

## Geschichte

### Gründung und Entwicklung der Heil- und Pflegeanstalt Zwiefalten
Die Klinik in Zwiefalten wurde am 25. Juni 1812, zehn Jahre nach der Säkularisation des Klosters, als „Königlich-Württembergische Staatsirrenanstalt“ gegründet. Sie war seitdem bis heute durchgängig der Behandlung und Pflege psychisch kranker Menschen gewidmet und ist die älteste psychiatrische Klinik in Baden-Württemberg. Die Gründung bildete den Anfang der modernen Psychiatrie in der Region. Ging es zuvor ausschließlich um die Verwahrung sogenannter Geisteskranker, stand nun zunehmend die Fürsorge und Behandlung im Vordergrund. Erstmals waren Ärzte für die Anstaltsinsassen zuständig.
Nach Umstrukturierungen der staatlichen „Irrenfürsorge“ im Medizinalkollegium des Königreichs Württemberg in den 1830er Jahren kam es zu nachhaltigen Veränderungen in Form von Verbesserungen  der Unterbringungsmöglichkeiten sowie Erweiterungen der Arbeits- und Behandlungsmöglichkeiten für die Kranken. Seit der Wende zum 20. Jahrhundert wurde im Rahmen von  Therapieangeboten zunehmend die Rehabilitation und soziale Integration der Kranken gefördert. Die Heil- und Pflegeanstalt Zwiefalten war insbesondere bekannt für die seit den 1890er Jahren praktizierte Form der Familienpflege, bei welcher psychisch erkrankte Menschen Pflegefamilien anvertraut wurden, in der Regel Bauernfamilien. Als eine weitere Form der Arbeitstherapie kamen außerdem agrikole Kolonien hinzu.

### Zeit des Nationalsozialismus
Ab 1933 wurden erbbiologische Diskurse in Form der nationalsozialistischen Rassenhygiene politisch umgesetzt. Mit dem Gesetz zur Verhütung erbkranken Nachwuchses begannen 1934 die Zwangssterilisierungen psychisch erkrankter und geistig behinderter Menschen. In der Heilanstalt Zwiefalten wurden etwa 200 Frauen und Männer zwangssterilisiert. 1935 wurde der langjährige Direktor Julius Daiber vom NS-Regime abgesetzt, weil sie ihn für „politisch unzuverlässig“ hielten. Unter der Leitung seines Nachfolgers Hans Walter Gruhle, der die Anstalt bis November 1939 leitete, wurde das ärztliche Personal quantitativ erweitert. Dies geschah unter der Vorgabe, die gesetzlich geforderte erbbiologische Bestandsaufnahme der Pfleglinge voranzutreiben. Am 11. April 1939 verfügte das Innenministerium Stuttgart die Zusammenlegung aller jüdischen Pfleglinge des Landes in der Sammelanstalt Zwiefalten. Zu Kriegsbeginn 1939 wurde die badische Pflegeanstalt Rastatt mit dem Personal und rund 580 Patienten nach Zwiefalten verlegt. 
Bis Dezember 1940 wurden im Rahmen der Aktion T4 etwa 1.500 Pfleglinge von Zwiefalten in die Tötungsanstalt Grafeneck deportiert und ermordet.
In den letzten Kriegsjahren stieg unter der Leitung der Psychiaterin Martha Fauser die Sterberate stetig. Gründe dafür waren Überbelegung, fehlende Pflege, Mangelernährung, schlechte hygienische Verhältnisse und das gezielte Töten einzelner Patienten durch Anstaltspersonal. Erst im August 1945 wurde Martha Fauser ihres Amtes enthoben und von der französischen Militärpolizei verhaftet. Im Grafeneck-Prozess von 1949 wurde sie wegen Verbrechen gegen die Menschlichkeit und Beihilfe zum Mord zu 18 Monaten Gefängnis verurteilt.
1996 führte der damalige Bundespräsident Roman Herzog den 27. Januar als Tag des Gedenkens an die Opfer des Nationalsozialismus ein. Seitdem findet in der Klinik an diesem Tag jedes Jahr eine Gedenkveranstaltung statt. 

### Nachkriegszeit
Trotz zunächst noch ungenügender räumlicher und personeller Verhältnisse gab es frühzeitige therapeutische Ansätze, wie die Einrichtung der ersten offen geführten Frauenstation in den 1950er Jahren und eine erste diagnosespezifische Suchtstation ab 1961. Es folgte eine Ergänzung der Arbeitstherapie durch ergotherapeutische Angebote in den 1960er Jahren sowie maltherapeutische Angebote in den 1970er Jahren. Ende der 1950er Jahre wurden einzel- und gruppentherapeutische krankengymnastische Behandlungsangebote eingeführt, eine gezielte psychiatrische Bewegungstherapie wurde ab 1973 modellhaft entwickelt. Im Rahmen der Außenfürsorge ergaben sich erste aufsuchende Therapiemaßnahmen. Es kam nach 1975 zu einer weiteren Förderung der Klinik im Rahmen der Psychiatrie-Enquête. Die bauliche Sanierung der Klinik begann im Laufe der 1980er Jahre, mit gleichzeitiger Verbesserung der personellen Situation. Seit den 1990er Jahren wurden Akutstationen sowie weitere Spezialstationen und -abteilungen eingerichtet.